# You've Got a Way
«You've Got a Way» — дев'ятий сингл третього студійного альбому канадської кантрі-співачки Шанаї Твейн — «Come On Over» (1997). У США і Канаді пісня вийшла у травні 1999; в Австралії і Новій Зеландії — в липні 1999. Пісня написана Шанаєю Твейн та Робертом Джоном Лангом; спродюсована Робертом Джоном Лангом. Музичне відео зрежисерував Пол Бойд; прем'єра музичного відео відбулась 24 травня 1999.

## Музичне відео
Музичне відео зрежисерував Пол Бойд. Зйомки проходили у Лос-Анджелесі, США 2 травня 1999. Прем'єра музичного відео відбулась 24 травня 1999.

## Список пісень
CD-сингл для Австралії
1. "You've Got A Way" (Notting Hill Mix) - 3:25
2. "Man! I Feel Like a Woman!" (Live/Direct TV Mix) - 4:04
3. "Come On Over" (Live/Direct TV Mix) - 3:07
4. "From This Moment On" (Original US Country Version) - 4:43
5. "You've Got A Way" (Love To Infinity Radio Mix) - 4:00

Максі CD-сингл для Японії
1. "You've Got A Way" (Notting Hill Remix) - 3:25
2. "Black Eyes, Blue Tears" (Live/Direct TV Mix) - 4:22
3. "You're Still the One" (Kano Dub) - 7:46
4. "You've Got A Way" - 3:15

## Чарти
Тижневі чарти
| Чарт (1999)                     | Місце |
| ------------------------------- | ----- |
| Australian Singles Chart        | 28    |
| Canada Country Tracks (RPM)     | 1     |
| Canada Top Singles (RPM)        | 17    |
| Canada Adult Contemporary (RPM) | 6     |
| New Zealand Recorded Music NZ   | 17    |
| US Billboard Hot 100            | 49    |
| US Billboard Hot Country Songs  | 13    |
| US Billboard Adult Contemporary | 6     |

Річні чарти
| Чарт (1999)                     | Місце |
| ------------------------------- | ----- |
| Australian Singles Chart        | 91    |
| Canada Country Tracks (RPM)     | 2     |
| Canada Adult Contemporary (RPM) | 12    |
| US Billboard Hot Country Songs  | 67    |